# Прямая термопечать

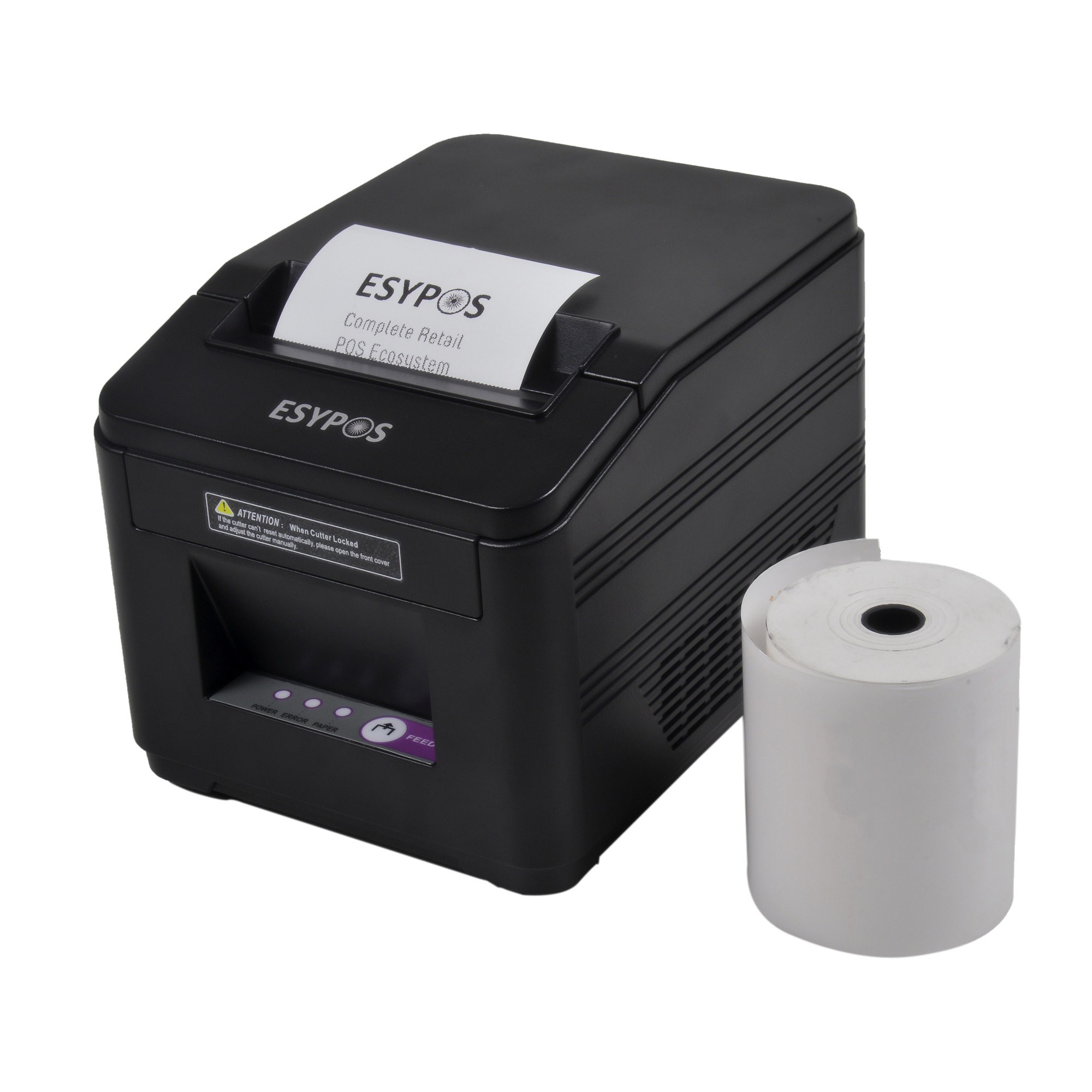
Принтер ESYPOS для печати этикеток и рулон термобумаги

Термические печатающие устройства — печатающие устройства, в которых используется бумага, покрытая составом, меняющим цвет при нагревании. Широко распространены за счёт очень простого устройства печатающего механизма, содержащего минимум движущихся частей.

## История
Впервые термопечать стали использовать в 1930-х годах в самописцах электрокардиографов. В 1950-м году эта технология использовалась компанией 3M в копировальной машине «Thermofax». Однако первые версии этого процесса были основаны на разрушении за счёт температуры белого красящего слоя, под которым располагалась бумага, заранее окрашенная в чёрный или другой контрастный цвет. Этот процесс был ненадёжным и позже заменён более качественным процессом, основанным на лейкопигментах, впервые представленный компанией NCR для военной системы связи в 1960-х годах.

## Принцип действия

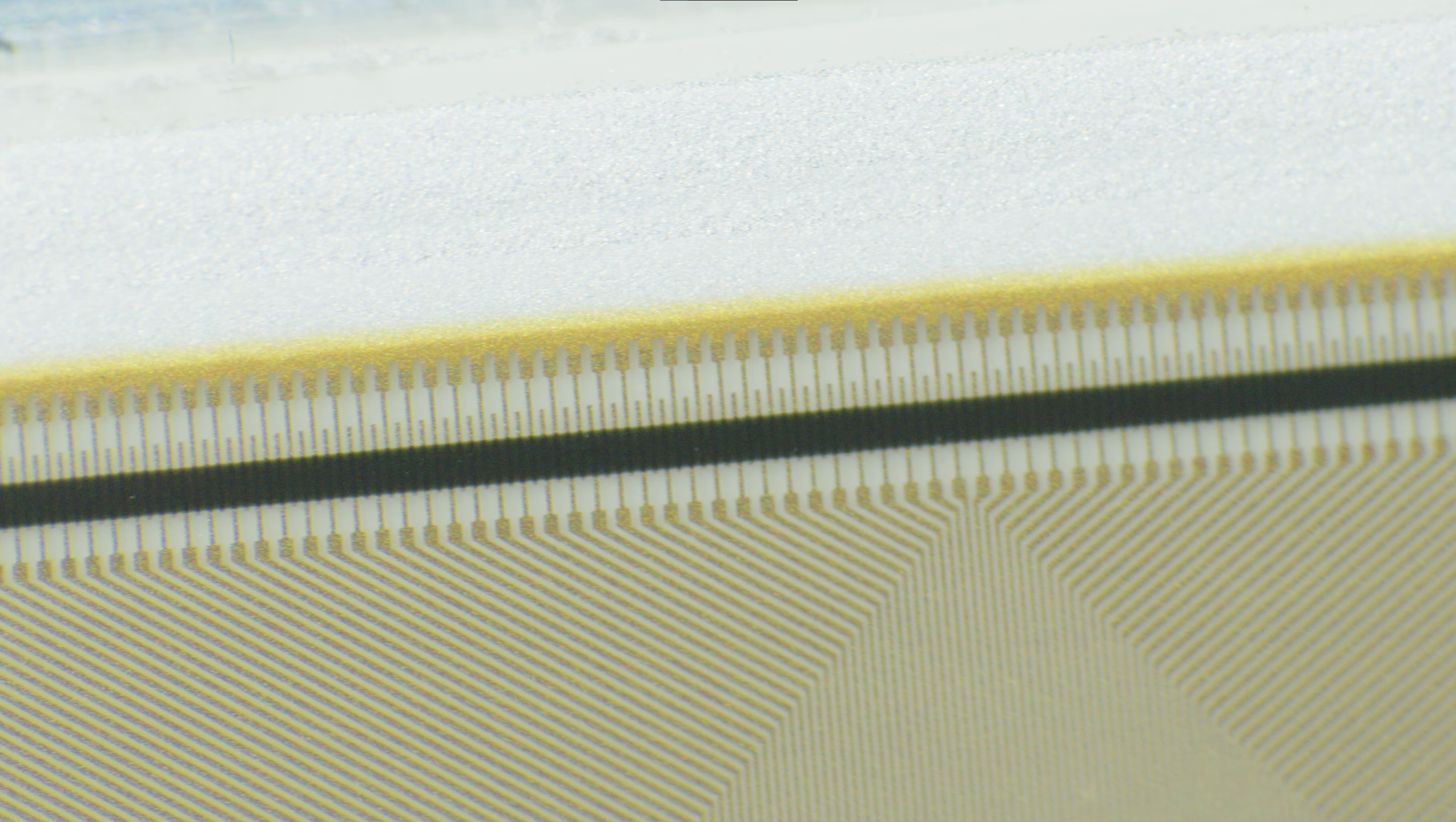
Печатающий узел термопринтера

Используемая бумага должна быть покрыта слоем, меняющим цвет при нагреве. Как правило, используется специальная бумага с заранее нанесённым на неё термочувствительным слоем. В качестве такого слоя обычно используются лейкосоединения пигментов, которые в норме имеют белый цвет, но после воздействия температуры проявляются.
Чтобы нанести на термобумаге отпечаток, нужно нагреть точку, которая должна потемнеть, до температуры более 60°C (как правило, используется нагрев до 100−150°C). Для этой цели достаточно простого резистивного нагревателя. Печатающий узел термопринтера представляет собой линейку из нагревательных элементов, осуществляющих точечный нагрев за счёт пропускания электрического тока. Благодаря простоте его изготовления и отсутствия дорогих и дефицитных материалов, печатающий узел можно изготовить на всю ширину листа бумаги. Такая конструкция даёт высокую скорость печати и простоту печатающего узла: за исключением механизма протяжки бумаги в нём отсутствуют другие движущиеся части, да и сам механизм должен лишь протягивать бумагу с постоянной скоростью в процессе печати. Однако существуют и термопринтеры с традиционной подвижной головкой. В самописцах может использоваться подвижное перо с нагретым кончиком, а также воздействие инфракрасным излучением.

## Применение
Широкое применение этого способа печати обусловлено простотой, дешевизной и надёжностью печатающего узла. Также за счёт того, что печатающий узел можно сделать на всю ширину отпечатка, достигается высокая скорость печати. Однако для такого способа печати требуется бумага с предварительно нанесённым на неё термочувствительным слоем, которая дороже обычной. Кроме того термочувствительный слой может деградировать от времени, или чернеть от воздействия температуры или прямых солнечных лучей. Все эти особенности обусловили применение её для печати этикеток, ценников, билетов и кассовых чеков. Термопечать использовалась в факсимильной связи и различных регистрирующих механизмах.